# Richard Konwiarz

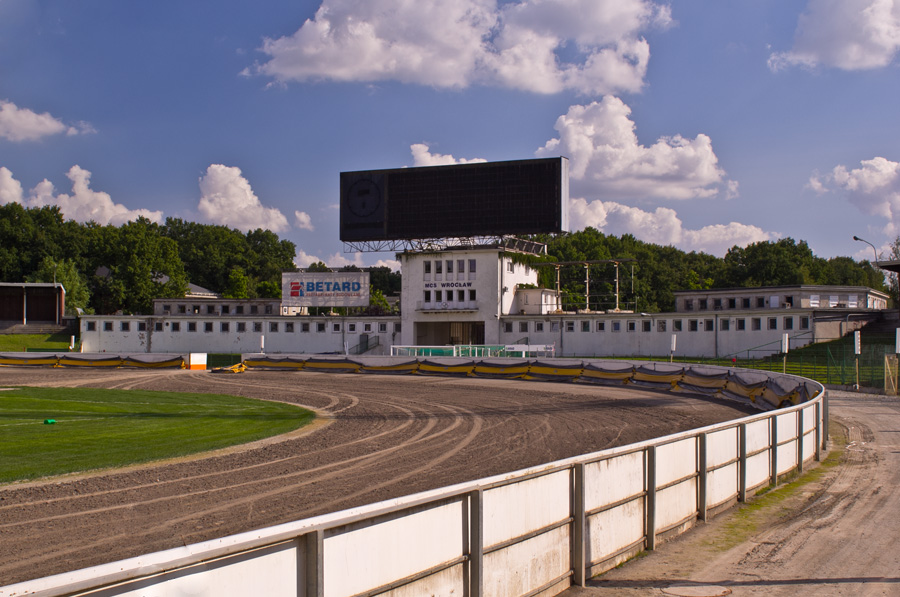
1926
Brama główna, tzw. Brama Maratońska Stadionu Olimpijskiego obecnie Stadionu Olimpijskiego we Wrocławiu. Najstarsza część stadionu

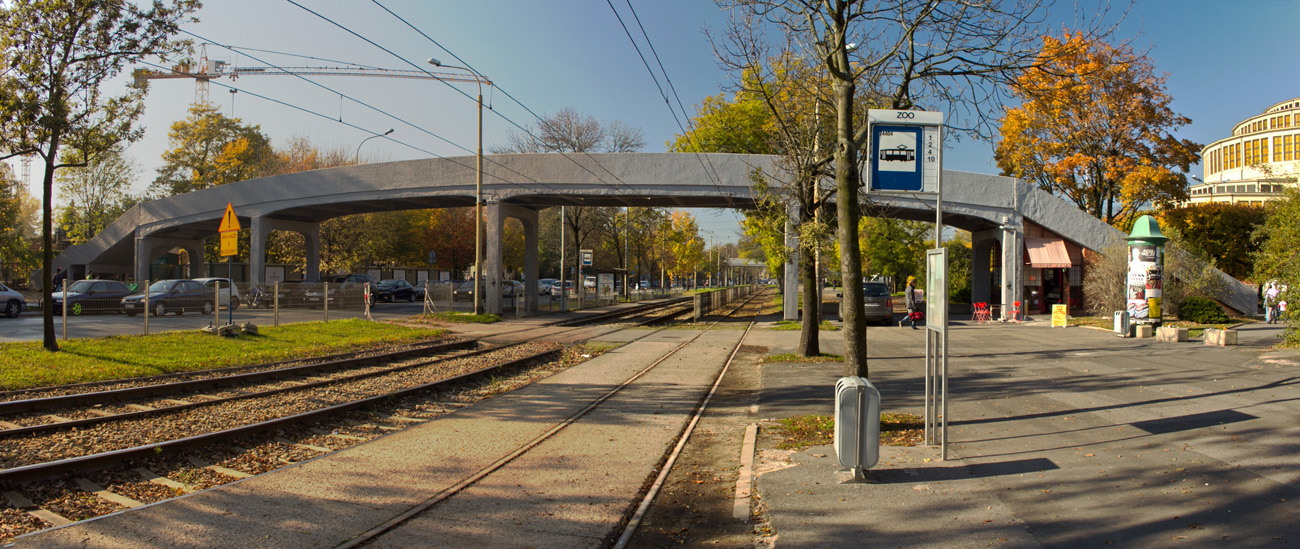
1926
Kładki dla pieszych nad ul. Wróblewskiego we Wrocławiu

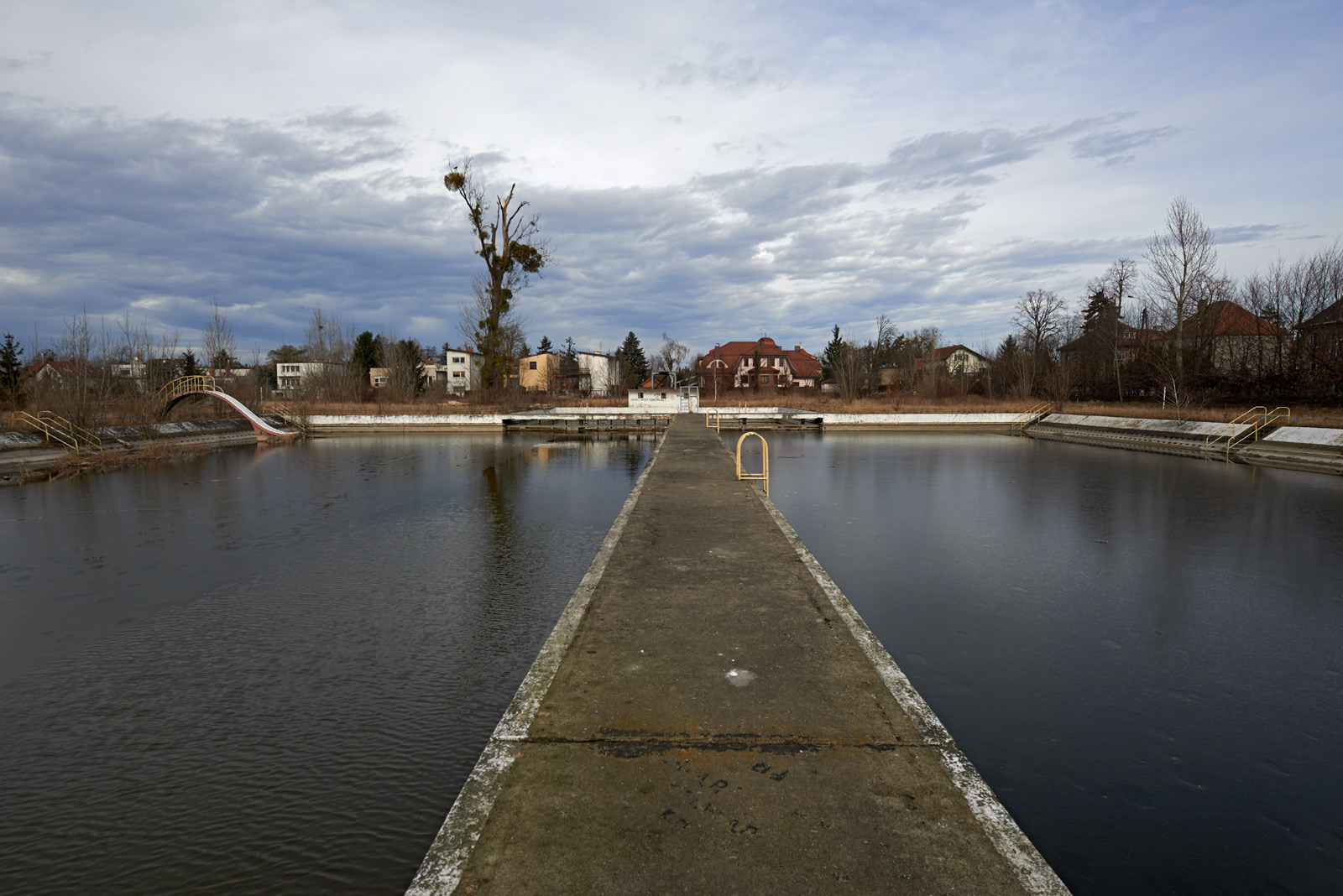
1928
Dawne Kąpielisko Oporów we Wrocławiu

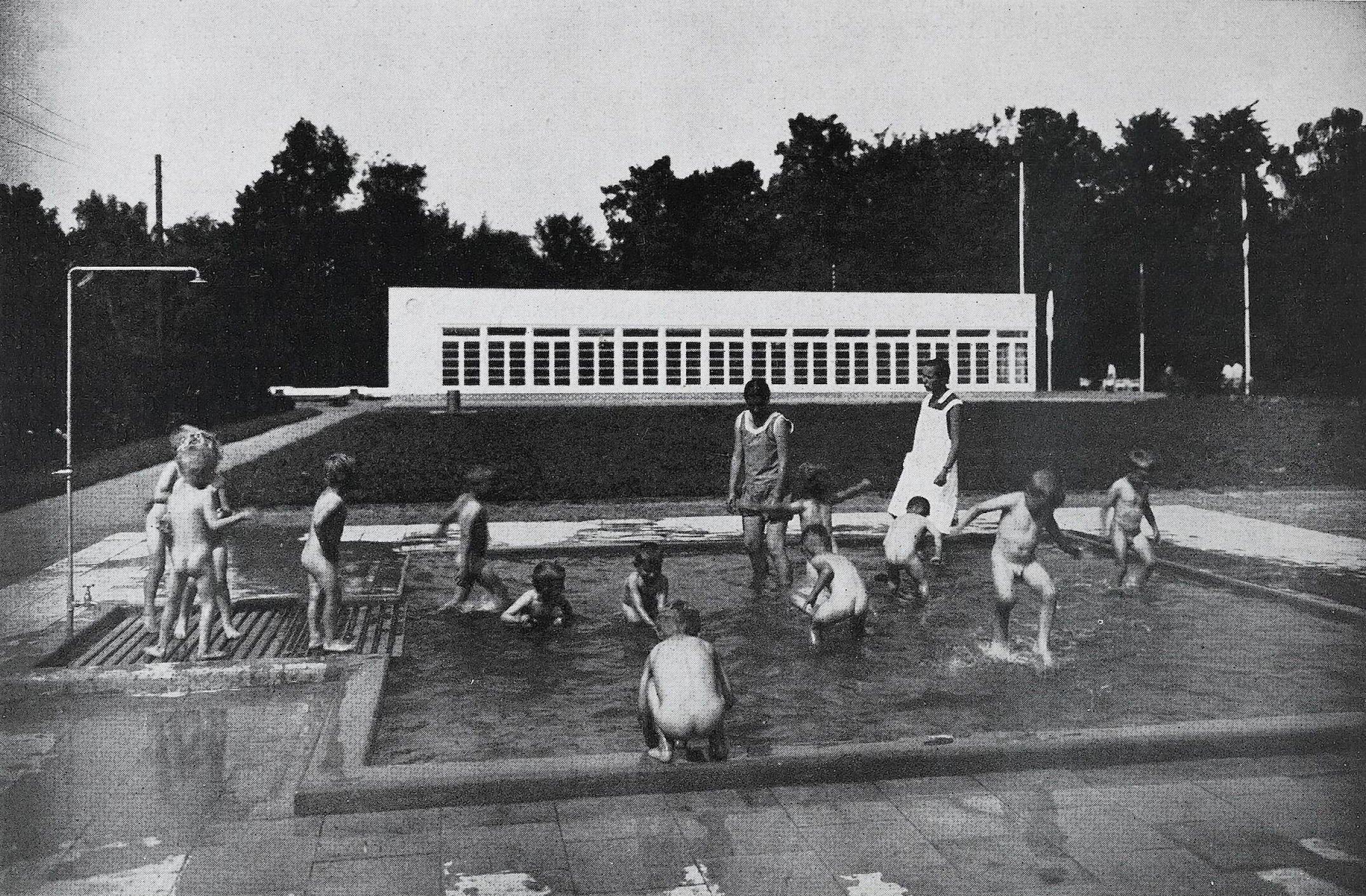
1929
Wzorcowe sanatorium dziennego pobytu dla dzieci na wystawie WuWA

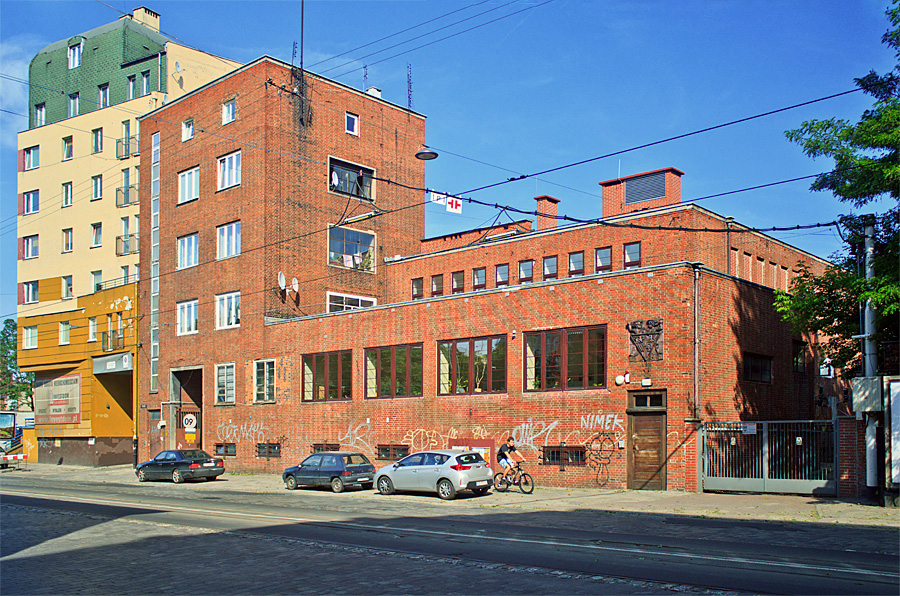
1931
Stacja transformatorowa przy ul. Pułaskiego we Wrocławiu

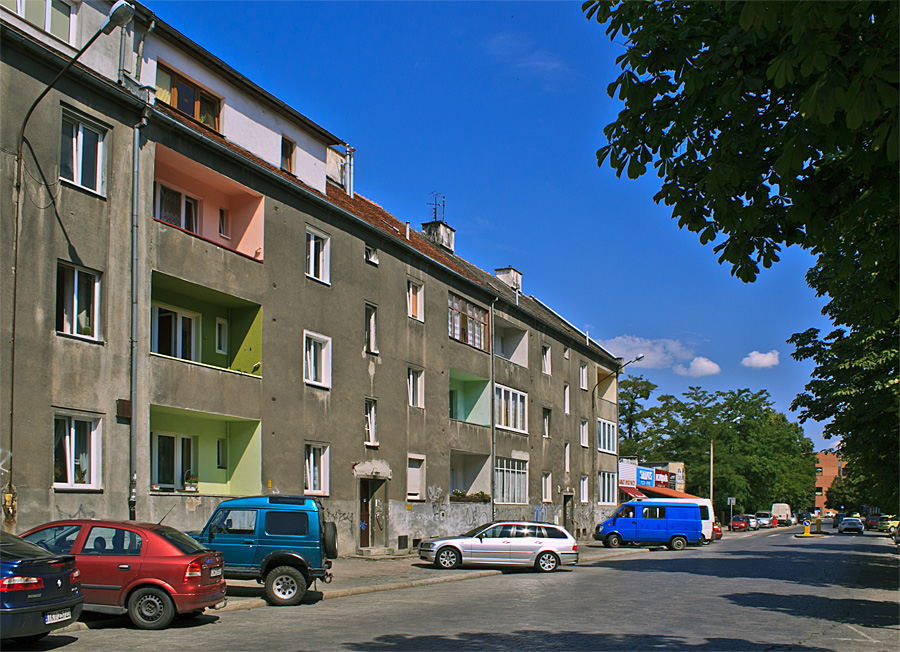
1934
Dom mieszkalny fundacji dra Ludwiga Friedmanna przy al. Pracy we Wrocławiu

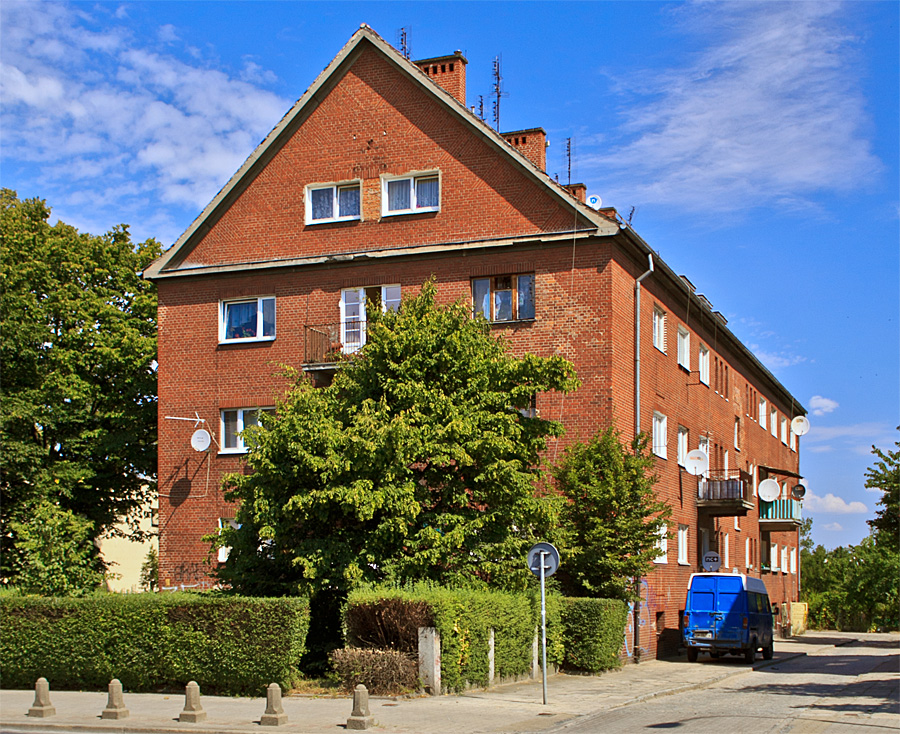
1935
Dom mieszkalny fundacji św. Bernardyna przy ul. Hallera we Wrocławiu

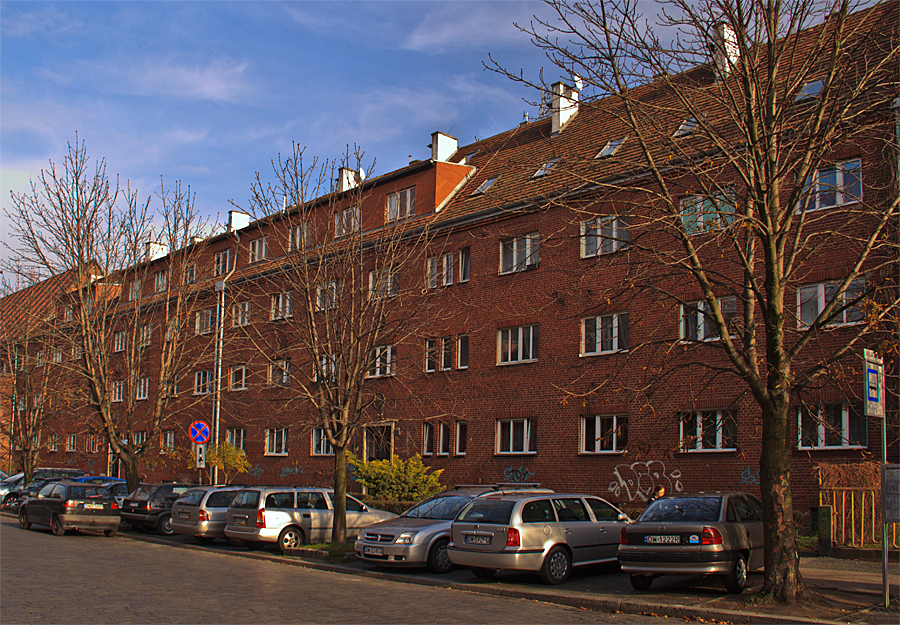
1935
Dom mieszkalny fundacji Schürtzmanna przy al. Pracy we Wrocławiu

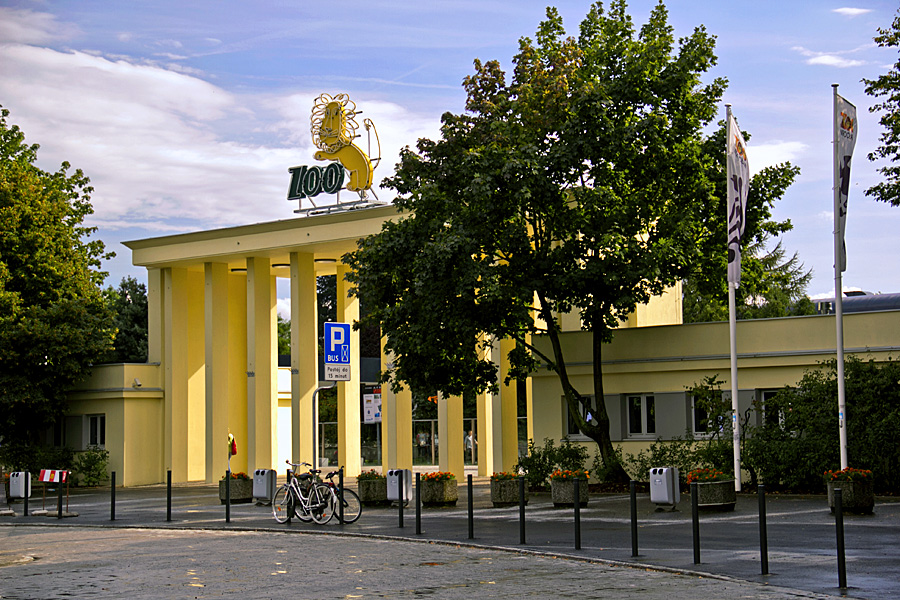
1935
Brama główna terenów wystawowych, obecnie główne wejście do wrocławskiego Zoo

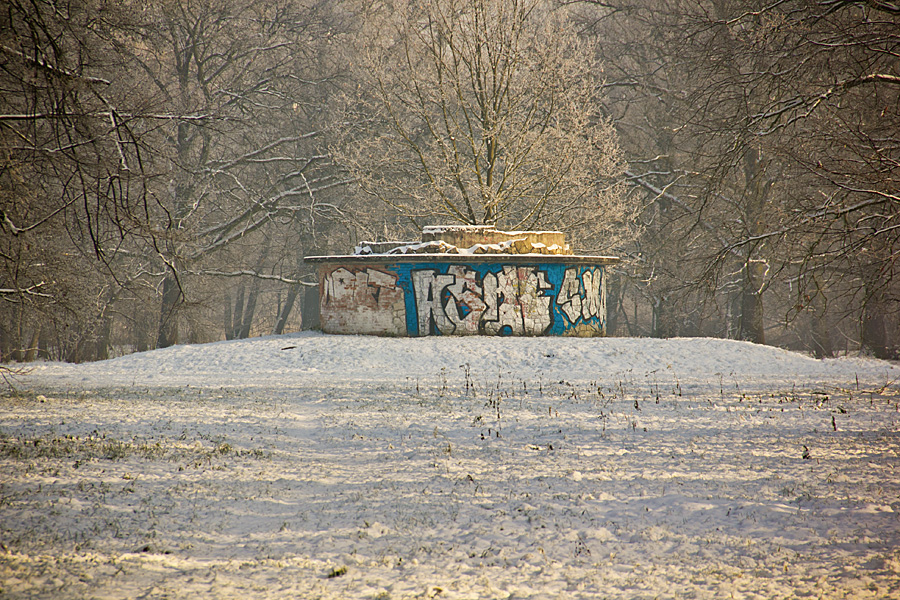
1937
Pozostałości dawnego pomnika SA we Wrocławiu

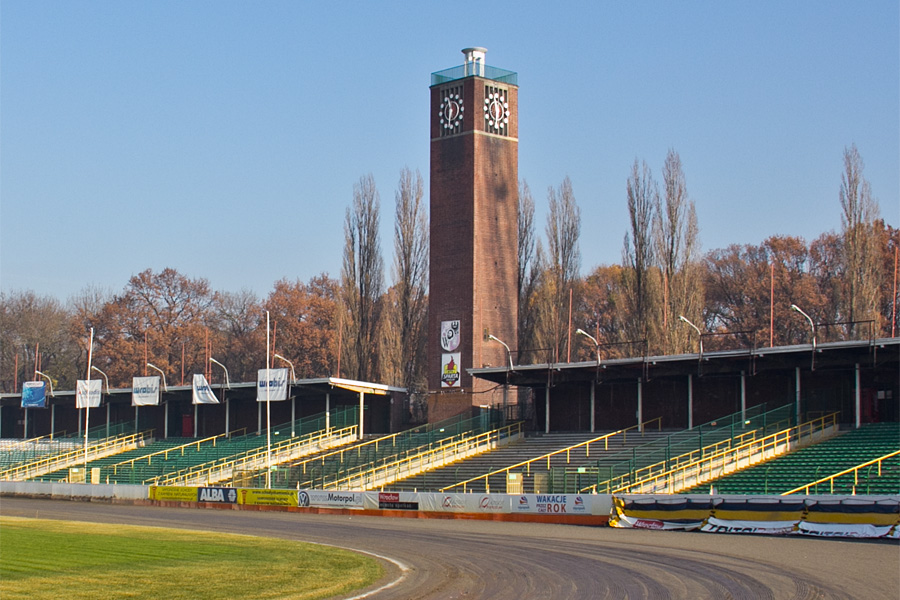
1938
Wieża zegarowa z dzwonnicą oraz murowane trybuny na Stadionie Olimpijskim we Wrocławiu, wykonane w czasie jego przebudowy

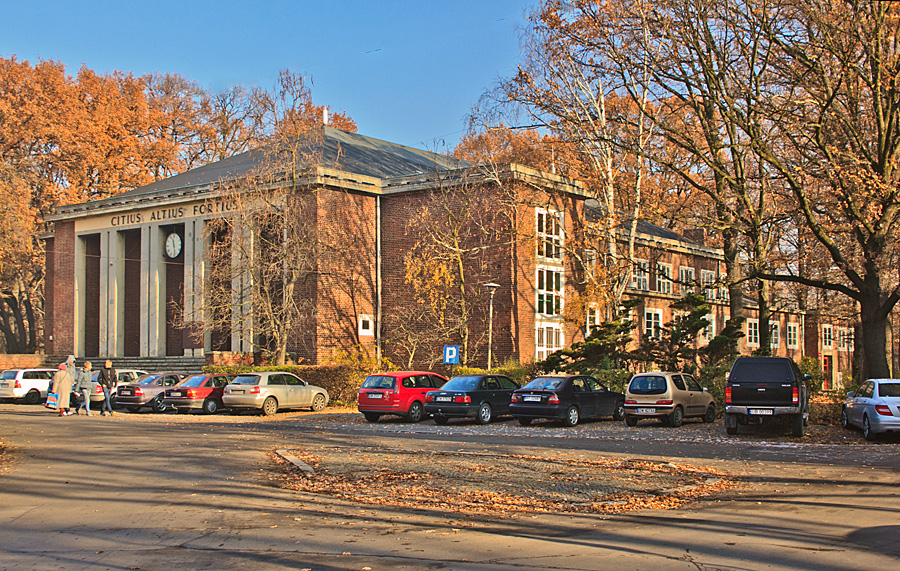
1938
Hala sportowa przy Stadionie Olimpijskim we Wrocławiu

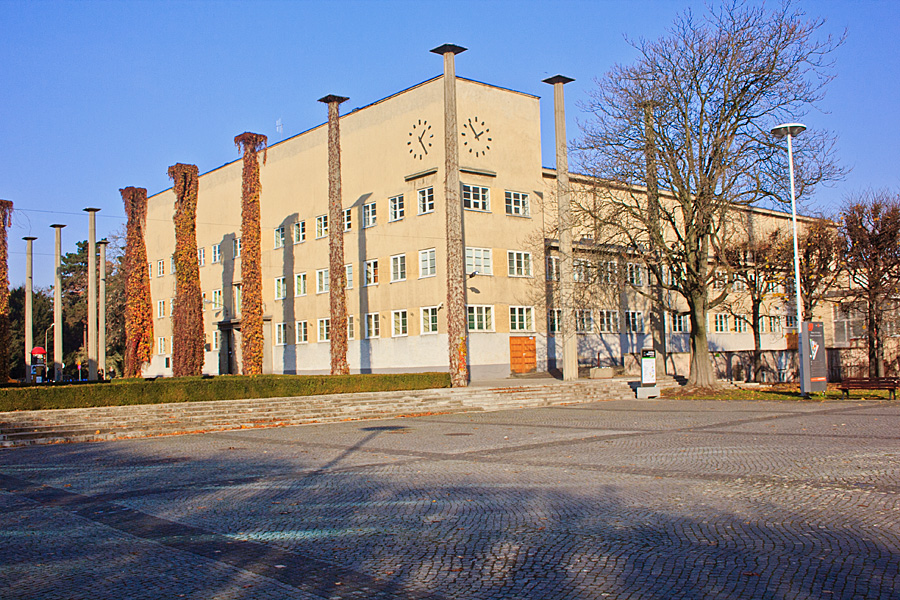
1939
Hala Państw na terenach wystawowych, obecnie Centrum Technologii Audiowizualnych we Wrocławiu

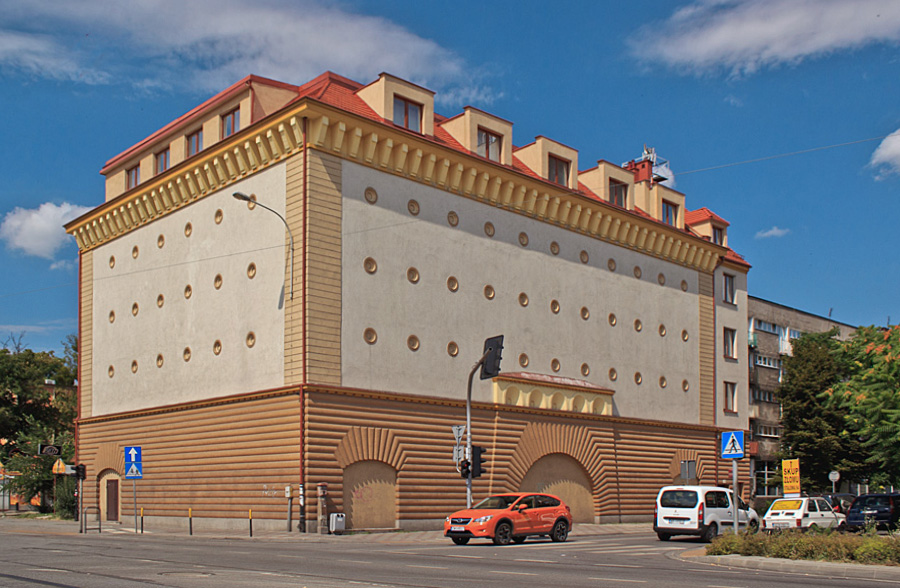
1942
Schron przeciwlotniczy na rogu ul. Grabiszyńskiej i Stalowej we Wrocławiu, obecnie siedziba Archiwum Miejskiego

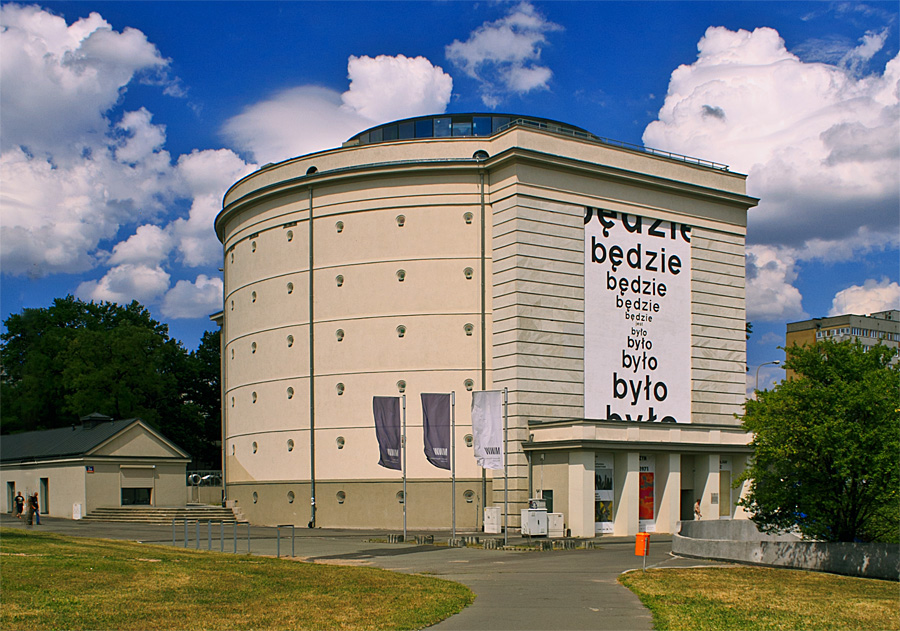
1942
Schron przeciwlotniczy przy pl. Strzegomskim we Wrocławiu, obecnie siedziba Muzeum Współczesnego

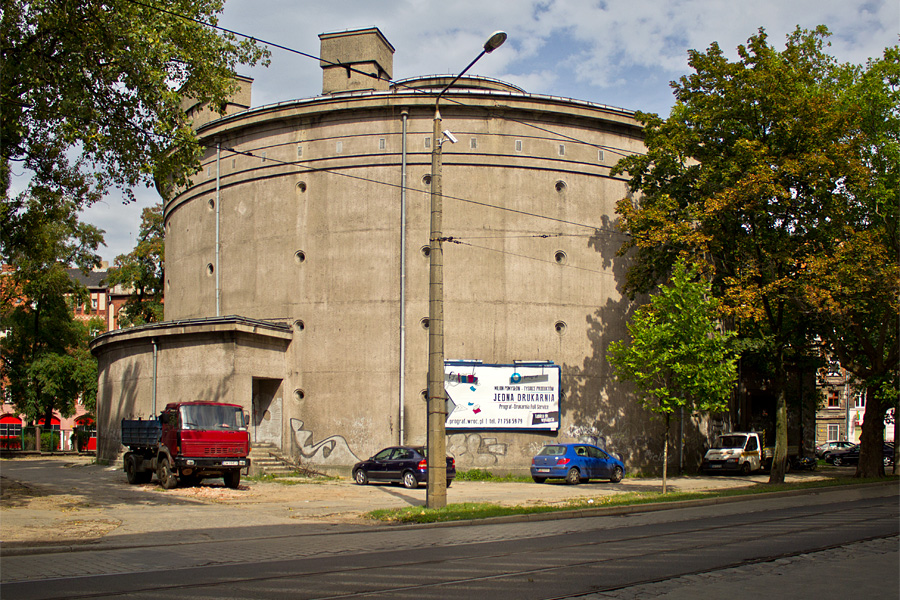
1943
Schron przeciwlotniczy przy ul. Ołbińskiej we Wrocławiu

Richard Karl Konwiarz (ur. 15 lutego 1883 w Kępnie, zm. 14 grudnia 1960 w Hanowerze) – niemiecki architekt, urbanista, urzędnik i nauczyciel akademicki związany w latach 1909–1945 z Wrocławiem, twórca licznych wrocławskich obiektów użyteczności publicznej, w tym wielu obiektów sportowych.

## Życiorys

### Okres do końca I wojny światowej
Richard Konwiarz urodził się w Kępnie, gdzie spędził pierwsze lata swojego życia. Jego rodzicami byli mistrz murarski Karl Konwiarz i Anna Konwiarz z domu Schwede. Po ukończeniu szkoły budowlanej w Dreźnie, gdzie zdobył zawód mistrza murarskiego, studiował architekturę w tamtejszych uczelniach – Wyższej Szkole Technicznej oraz Wyższej Szkole Sztuk Pięknych. Jego nauczycielami byli m.in. architekt Paul Wallot – twórca gmachu Reichstagu i historyk sztuki Cornelius Gurllitt. Po studiach przez ponad trzy lata odbywał praktyki w kilku firmach architektonicznych i urzędach w Niemczech i Szwajcarii. Najpierw w atelier spółki architektów Lossow und Kühne w Dreźnie, później na przełomie lat 1906–1907 zatrudniony był w urzędzie rejencji w Koblencji, a stamtąd przeniósł się do Kolonii, gdzie pracował w urzędzie dyrekcji kolei. W latach 1908–1909 praktykował w firmie architektonicznej Pfleghard und Haefeli w Zurychu.
W roku 1909 podjął pracę projektanta w biurze Deputacji Budowlanej Miasta Wrocławia kierowanej przez miejskiego radcę budowlanego Maksa Berga. Z Wrocławiem Konwiarz związany był od tej pory do końca II wojny światowej. W roku 1912 Konwiarz objął stanowisko kierownika urzędu projektów we wrocławskim magistracie, które piastował do roku 1925. Pierwsze lata jego działalności we Wrocławiu to oprócz pracy u boku miejskiego radcy budowlanego także okres, w którym tworzył projekty na zlecenie płynące z innych miast. Już w roku 1911 nieodpłatnie wykonał projekt wieży Bismarcka w swoim rodzinnym Kępnie. W roku 1915 z kolei opracował plan budowy osiedla dla pracowników fabryki C. W. Reger Söhne w Starołęce (wówczas Luisenhain) pod Poznaniem. Projekt z powodu wyniku wybuchu I wojny światowej nie został zrealizowany. W latach 1911–1913 współpracował z Bergiem w tworzeniu największego dzieła jego życia – Hali Stulecia wykonując szczegółowe plany i rzuty obiektu. Jedną z imprez towarzyszących Wystawie Stulecia z okazji której wybudowano tę halę była Wystawa Sztuki Cmentarnej. Konwiarz wraz z innymi wrocławskimi architektami i plastykami prezentował na niej nowoczesne wzorce rzemiosła i sztuki sepulkralnej. W roku 1915 kilka miesięcy po wybuchu I wojny światowej przerwał na trzy lata pracę we wrocławskim magistracie w związku z koniecznością odbycia służby wojskowej.

### Dwudziestolecie międzywojenne 1918-1939

#### 1918-1930
Po powrocie z wojny kontynuował pracę u boku Berga. W latach 1919–1921 wspólnie z Ludwigiem Moshamerem opracował pod kierunkiem Berga projekt przebudowy centrum Wrocławia. Na początku lat dwudziestych uczestniczył też w pracach Berga nad projektami drapaczy chmur w centrum Wrocławia: przy ul. Tęczowej i przy dzisiejszym pl. Powstańców Warszawy. Podobnie jak w przypadku prac nad projektem Hali Stulecia udział Konwiarza polegał na wykonaniu szczegółowych rysunków perspektywicznych, rzutów i przekrojów tych budynków. Wiele z wykonanych przez niego szkiców i rysunków projektowych zachowało się do dziś. Współpraca z Maksem Bergiem zakończyła się ostatecznie pod koniec roku 1924, gdy ten zrezygnował z funkcji miejskiego radcy budowlanego i wyjechał z Wrocławia. Wpływy Berga jednak były widoczne w późniejszej twórczości Konwiarza, niejednokrotnie korzystał w swoich projektach z wypracowanych przez niego wzorców.
W połowie lat dwudziestych realizacji doczekały się pierwsze duże, wykonane przez Konwiarza projekty obiektów użyteczności publicznej dla Wrocławia. W roku 1925 przystąpiono do budowy dwóch ważnych dla miasta obiektów, były to kompleks sportowy na Zalesiu oraz krematorium na Cmentarzu Grabiszyńskim. Park Sportowy Zalesie (niem. Sportpark Leerbeutel) powstawał w kilku etapach, pierwszy wykonany został w latach 1925–1928. Zajmujący obszar w kształcie trójkąta o powierzchni 63 ha składał się z kilkunastu urządzeń, na których można było uprawiać niemal wszystkie dyscypliny sportu objęte programem letnich igrzysk olimpijskich, służyć też miał organizacji imprez masowych. Centralnym i największym obiektem był Stadion Olimpijski mogący pomieścić ponad 35 tysięcy widzów na odkrytych ziemnych trybunach, połączony z budynkiem Bramy Maratońskiej mieszczącej biura i szatnie. Służył on do rozgrywania meczów piłkarskich i zawodów lekkoatletycznych oraz imprez masowych. Po jego zachodniej stronie znajdował się mniejszy stadion z mniejszą trybuną zwany Stadionem Wagnera, a później Stadionem Janha (Jahnkampfbahn) służący młodzieży szkolnej i stowarzyszeniom sportowym. Oprócz tego w parku sportowym mieściły się: kompleks dziewięciu kortów tenisowych, boiska do hokeja na trawie i schlagballu oraz łąka o powierzchni 10,5 ha do rozgrywania gier zespołowych. Plany Konwiarza były jednak bardziej ambitne i myślał on o budowie następnych obiektów sportowych na terenie tego kompleksu. Pierwsze zawody na nowym stadionie odbyły się 7 sierpnia 1927.
Drugi z zaprojektowanych przez Konwiarza ważnych obiektów służących potrzebom mieszkańców miasta powstał w okresie od sierpnia 1925 do kwietnia 1926. Było to krematorium wzniesione na terenie najnowszej części Cmentarza Grabiszyńskiego. Opracował on surową w swojej formie budowlę z czerwonej cegły, składającą się z kaplicy i krematorium oraz przylegającego do nich kolumbarium. Ze względu na to, że obiekt był przeznaczony dla wszystkich wyznań pozbawiony był całkowicie religijnej symboliki. Przy projektowaniu wnętrz kaplicy z Konwiarzem współpracowali plastycy z wrocławskiej Akademii Sztuki i Rzemiosła Artystycznego, m.in. Jaroslav Vonka.
Rok później Richard Konwiarz objął we wrocławskim magistracie stanowisko kierownika Pierwszego Oddziału Urzędu Budowlanego (Hochbauamt 1). Był to jeden z trzech oddziałów urzędu podległego bezpośrednio miejskiemu radcy budowlanemu, zajmującego się projektowaniem, nadzorem i remontami wszelkich inwestycji miejskich. Początkowo do kompetencji Konwiarza, jako kierownika oddziału należało projektowanie wraz z podległym mu zespołem budynków fundacji będących pod zarządem magistratu, terenów zielonych, obiektów sportowych, rekreacyjnych, kąpielisk i placów zabaw, a także nadzór nad inwestycjami związanymi z krematorium miejskim, Halą Stulecia i terenami wystawowymi wokół niej. Jako urzędnik nadzorujący tereny wystawowe wykonał w roku 1926 projekt połączenia obu ich części dwiema żelbetowymi kładkami przerzuconymi nad ruchliwą ulicą Wróblewskiego (wówczas Grüneicher Weg).
Pierwszymi inwestycjami jakie wykonał Konwiarz wraz ze swoim zespołem jako kierownik jednostki urzędu budowlanego w drugiej połowie lat dwudziestych były obiekty sportowe, a w pierwszej kolejności kąpieliska i baseny, później powstały także mniejsze parki sportowe i hale gimnastyczne. Oprócz tego projektował wraz z podległym mu zespołem takie obiekty jak: budynki fundacji z mieszkaniami dla ubogich, stacje transformatorowe, przystanki komunikacji miejskiej i szalety. Program budowy nowoczesnych kąpielisk finansowany przez magistrat i realizowany w latach 1927–1929 objął budowę sześciu obiektów, jego zadaniem była poprawa warunków higienicznych ludności przepełnionych dzielnic Wrocławia i stworzenie im miejsc letniej rekreacji. W roku 1927 powstały dwa kąpieliska w nurcie rzeki: Kąpielisko Północne w pobliżu Mostów Osobowickich i Kąpielisko Zachodnie na Szczepinie. Rok później otwarto kompleks basenów w podwrocławskim Oporowie pomyślany jako miejsce wypoczynku mieszkańców Grabiszyna oraz zmodernizowane Kąpielisko Zalesie. Dwa ostatnie kąpieliska powstały w roku 1929, były to basen sportowy w Parku Sportowym Zalesie, który był kolejnym etapem rozbudowy tego kompleksu oraz Kąpielisko Leśne Kozanów przy dzisiejszej ulicy Wejherowskiej. Wszystkie te obiekty były wykonane w nowoczesny jak na owe czasy sposób. Posiadały budynki z szatniami i zapleczem sanitarnym. W basenach wydzielono oddzielne miejsca dla pływaków i tych, którzy nie umieli pływać, tory do nauki pływania i brodziki dla dzieci, a także wieże do skakania.
Z pozostałych mniejszych i większych obiektów sportowych, których projekty przygotowywał Konwiarz i jego zespół w drugiej połowie lat dwudziestych wymienić można halę sportową przy ul. Osobowickiej, park sportowy z boiskiem i kortami przy tworzonym wówczas Parku Wschodnim, stadion piłkarski na Grabiszynie, który miał być częścią większego kompleksu, park sportowy przy ul. Wejherowskiej oraz halę sportową przy ul.Wróblewskiego. Spośród budowli technicznych i inżynieryjnych swoją skalą i formą wyróżniały się hale transformatorowe przy ul.Jesionowej na Osiedlu Henrykowskim oraz przy ul. Pułaskiego. Zwłaszcza ta druga wykonana w konstrukcji żelbetowej, licowanej czerwona cegłą stanowi przykład dojrzałego modernizmu, jaki ukształtował się w tym czasie w twórczości Konwiarza. W roku 1929 zaangażowany był jako jeden z czołowych wrocławskich architektów w organizację wystawy „Mieszkanie i Miejsce Pracy”. Pełnił funkcję kierownika budowy wystawy, zorganizował jedną z części tematycznych wystawy poświęconą organizacji terenów zielonych, a także wykonał projekt sanatorium dziennego pobytu dla dzieci cierpiących na choroby płuc wraz z przyległymi placem zabaw i ćwiczeń gimnastycznych oraz teatrzykiem lalkowym.

#### 1930-1939
Największym wyróżnieniem dla Richarda Konwiarza okazał się brązowy medal w Olimpijskim Konkursie Sztuki i Literatury w czasie X Letnich Igrzysk Olimpijskich, otrzymał go za przedstawiony projekt rozbudowy Stadionu Olimpijskiego we Wrocławiu. Projekt ten prezentował już cztery lata wcześniej na igrzyskach w Amsterdamie, jednak bez powodzenia. To wyróżnienie sprawiło, że nazwisko Konwiarza i jego osiągnięcia w zakresie budowania obiektów sportowych znane były wkrótce poza granicami Niemiec. Krótko później został np. zaproszony do udziału w sądzie konkursowym wybierającym projekt stadionu sportowego w Helsinkach. Doświadczenie Konwiarza w kierowaniu projektowaniem obiektów sportowych spotkało się z szerokim uznaniem we wrocławskim środowisku akademickim. Dzięki temu w latach trzydziestych objął on stanowisko profesora na Uniwersytecie Wrocławskim w Instytucie Kultury Fizycznej, prowadził tam wykłady na temat budowy obiektów i urządzeń sportowych.
Na początku lat trzydziestych w kierowanym przez Konwiarza urzędzie powstały projekty trzech budynków mieszkalnych fundacji miejskich z mieszkaniami dla niezamożnych wrocławian przy dzisiejszej alei Pracy i Hallera. Budynki te zrealizowano w latach 1934–1935. Swoją formą nawiązywały do otaczających je domów osiedla Grabiszyn, które projektowali w latach dwudziestych Paul Heim z Albertem Kempterem oraz sąsiedniego budynku fundacji Gotthelfa zbudowanego w roku 1912 według projektu Maksa Berga. Inną budowlą opracowaną przez Konwiarza reprezentującą dojrzały modernizm była otwarta w roku 1934 na nieistniejącym już dziś cmentarzu komunalnym przy ul. Pilczyckiej kaplica pogrzebowa. Rozebrana po wojnie kaplica na Kozanowie, pomimo że powstawała już w czasach III Rzeszy, kiedy skończyła się pełna swoboda twórcza architektów, reprezentowała cechy wyrafinowanego modernizmu i zaliczana jest do najlepszych realizacji w dorobku Konwiarza.
Po przejęciu władzy przez nazistów w Niemczech w roku 1933 Richard Konwiarz znalazł się w gronie tych architektów, którzy pozytywnie oceniali zmiany na szczycie władzy. Dał temu wyraz w opublikowanym na łamach czasopisma „Deutsche Bauzeitung” artykule, w którym chwalił korzystną koniunkturę gospodarczą i ożywienie inwestycji gospodarczych. Od tej pory zaczął tworzyć w duchu nowej monumentalnej architektury, której styl narzucały odgórnie władze nazistowskie. Jak pisze Janusz Dobesz w swojej monografii poświęconej architekturze III Rzeszy we Wrocławiu, trudno jest jednoznacznie dziś stwierdzić co kierowało w tym czasie takimi architektami jak Konwiarz, czy był to entuzjazm dla nazistowskiego reżimu, czy też po prostu postawa konformistyczna. Wyrazem dostosowania się Konwiarza do nowej rzeczywistości był m.in. projekt pomnika poświęconego pamięci bojówkarzy nazistowskich, który został odsłonięty w roku 1937 w Parku Wschodnim. Najważniejszym projektem jaki wykonał w drugiej połowie lat trzydziestych była rozbudowa parku sportowego Zalesie. Stadion Olimpijski zyskał nowe żelbetowe trybuny licowane czerwoną cegłą oraz wieżę zegarową z dzwonnicą. W realizacji tej widać wyraźnie inspiracje krótko wcześniej Stadionem Olimpijskim w Berlinie zaprojektowanym przez Wernera Marcha. W południowej części łąki gier zespołowych wzniesiono natomiast trybuny ziemne z wieżą sygnałową, aby mogły być na niej przeprowadzane imprezy masowe. Oprócz tego powstały nowe trybuny na stadionie lekkoatletycznym, hala tenisowa, hala gimnastyczna oraz restauracja przy basenie. Na rozbudowanym obiekcie odbył się w roku 1937 XII Niemiecki Festiwal Pieśni, a w roku 1938 Niemiecki Festyn Gimnastyki.

### II wojna światowa i okres powojenny
W czasie II wojny światowej Konwiarz piastował stanowisko urzędnika odpowiadającego za przygotowanie i budowę urządzeń obrony przeciwlotniczej we Wrocławiu. Pierwszymi takimi obiektami były dwa podziemne schrony na Starym Mieście wykonane w roku 1941 pod powierzchnią placu Solnego i Nowego Targu. W latach 1942–1943 natomiast powstało pięć schronów naziemnych: przy pl. Strzegomskim, ul. Ładnej, ul. Ołbińskiej, ul. Stalowej i ul. Białodrzewnej na osiedlu Nowe Żerniki.
Po wyjeździe z Wrocławia w roku 1945 Konwiarz powrócił do Drezna, miasta mocno zniszczonego przez naloty alianckie w lutym 1945. Jeszcze w tym samym roku objął stanowisko komisarycznego zarządcy Urzędu Budowlanego Drezna. Wraz z kierowanym przez siebie zespołem opracowywał pierwsze plany odbudowy miasta oraz dokumentował zniszczenia wojenne jakie go dotknęły. W roku 1946 opublikował raport dotyczący stanu zachowania zabytków drezdeńskich. Opracował też w roku 1948 plany odbudowy zniszczonego kampusu Uniwersytetu Technicznego. Na tejże uczelni objął w roku 1947 stanowisko profesora w Katedrze Projektowania i Urbanistyki (Lehrstuhl für Entwurf und Städtebau), które sprawował do przejścia na emeryturę w roku 1950. Współpracował ściśle także z miejscowym Urzędem Urbanistyki i Ochrony Zabytków (Stadtplanung- und Denkmalpflegeamt).
Po podziale Niemiec i utworzeniu Niemieckiej Republiki Demokratycznej zdecydował się w roku 1950 na wyjazd do Hanoweru, gdzie działał jako wolny architekt. Doświadczenie w projektowaniu obiektów sportowych w przedwojennym Wrocławiu sprawiło, że zlecono mu wkrótce przygotowanie projektu dużego stadionu miejskiego. We współpracy z architektem Heinzem Goesmannem zaprojektował Stadion Dolnosaksoński na 60 tysięcy widzów. Był to ostatni duży projekt w jego karierze.

## Działalność

### Wybrane dzieła
- 1911 – Wieża Bismarcka w Kępnie
- 1925-1928 – Park Sportowy Zalesie wraz ze Stadionem Olimpijskim
- 1925-1926 – krematorium na Cmentarzu Grabiszyńskim
- 1926 – dwie kładki dla pieszych nad ulicą Wróblewskiego łączące obie części terenów wystawowych
- 1927 – Kąpielisko Zachodnie przy ul. Gnieźnieńskiej
- 1927 – Park Sportowy Wschód przy ul. Wilczej
- 1927 – kąpielisko Północne przy ul. Pasterskiej 2
- 1928 – hala sportowa z przebieralnią w Parku Sportowym Dąbie przy ul. Wróblewskiego
- 1928 – hala sportowa Brückenaue przy ul. Osobowickiej 48
- 1928 – kąpielisko na Oporowie przy ul. Harcerskiej 13
- 1928 – modernizacja kąpieliska Zalesie przy ul. Chopina 27
- 1928 – stacja transformatorowa przy ul. Jesionowej
- 1929 – kąpielisko leśne i park sportowy na Kozanowie
- 1929 – basen sportowy w kompleksie Parku Sportowego Zalesie
- 1929 – sanatorium dzienne dla dzieci wraz z placem zabaw i teatrzykiem na wystawie WUWA
- 1931 – stacja transformatorowa przy ul. Pułaskiego
- 1933 – dom mieszkalny fundacji dr Ludwiga Friedmanna przy al. Pracy 27-29
- 1934 – domy mieszkalne fundacji Wiesnera i Schürtzmanna przy al. Pracy 30-34
- 1934 – kaplica cmentarza komunalnego na Kozanowie
- 1935 – dom starców fundacji św. Bernardyna przy ul. Hallera 147
- 1935 – brama główna terenów wystawowych przy ul. Wróblewskiego
- 1936 – rozbudowa budynku fundacji Marii Johanny Pulvermacher z domu Rieß w szpitalu Wszystkich Świętych
- 1936-1939 – rozbudowa parku sportowego na Zalesiu wraz z przebudową Stadionu Olimpijskiego
- 1936 – strzelnica myśliwska na Księżu Małym
- 1936 – Pomnik Oddziałów Szturmowych w Parku Wschodnim
- 1938 – Hala Państw przy ul. Wystawowej 1
- 1940-1941 – podziemne schrony przeciwlotnicze pod placem Solnym i Nowym Targiem
- 1941-1943 – schrony przeciwlotnicze przy ul. Białodrzewnej, Grabiszyńskiej, Ładnej, Ołbińskiej, pl.Strzegomskim
- 1950-1954 – stadion piłkarski Niedersachsenstadion w Hanowerze (razem z Heinzem Goesmannem)
- 1954 – kąpielisko Markwasen w Reutlingen (Badenia-Wirtembergia)

### Współudział
- 1910-1913 – Hala Stulecia, projekt Maksa Berga
- 1919 – koncepcja przebudowy szpitala Wszystkich Świętych, niezrealizowany projekt Maksa Berga
- 1919-1920 – koncepcja przebudowy Wrocławia opracowana wraz z Maksem Bergiem i Ludwigiem Moshamerem (niezrealizowana)
- 1920 – wieżowiec przy dzisiejszym pl. Powstańców Warszawy, niezrealizowany projekt Maksa Berga
- 1920 – wieżowiec przy ul. Tęczowej, niezrealizowany projekt Maksa Berga
- 1921 – wieżowiec przy Friedrichstraße w Berlinie, niezrealizowany projekt Maksa Berga

### Niezrealizowane projekty
- 1915 – osiedle dla pracowników fabryki C.W. Röger Söhne w Starołęce
- 1920 – projekt konkursowy zabudowy nabrzeża przy Moście Wysokim w Elblągu
- 1929 – projekt przebudowy trasy łączącej dworzec Świebodzki z Rynkiem
- 1939 – projekty hal targowych Oderhale i Donauhalle w południowej części terenów wystawowych
- 1943 – projekt rozbudowy osiedla przy ul. Piwnika-Ponurego na Psim Polu

### Publikacje
- 1913 – Alt-Schlesien: Architektur, Raumkunst, Kunstgewerbe. Stuttgart: Verl. J. Hoffmann. Brak numerów stron w książce
- 1924 – Breslaus Stadtbild und Bauten der Neuzeit. W: Georg Hallama: Deutschlands Städtebau - Breslau. Wyd. 2. Berlin-Halensee: DARI, s. 20–28.
- 1925 – Neue Baukunst in Breslau. „Wasmuths Monatshefte für Baukunst”. 4. s. 152–164.
- 1926 – Die Baukunst Breslaus. Breslau: Graß, Barth & Comp.. Brak numerów stron w książce
- 1928 – Der Sportpark Breslau-Leerbeutel. Breslau: Stadtamt für Leibesübungen. Brak numerów stron w książce
- 1930 – Deutscher Sportbau. Berlin: Deutscher Reichsausschuss für Leibesübungen. Brak numerów stron w książce (współautor Karl Brandt)
- 1932 – Bauten für Spiel, Sport und Turnen. Eberswalde-Berlin: Verlagsgesellschaft Müller. Brak numerów stron w książce
- 1937 – Neubauten der Stadt Breslau. „Deutsche Bauzeitung”. s. 106–116.
- 1948 – Über den geplanten Wiederaufbau der zerstörten Institute und Anlagen der TH Dresden und die erste Planung eines neuen Hochschulviertels in Dresden Süd. Dresden. Brak numerów stron w książce
- 1955 – Städtebauliche Untersuchungen über die Spiel-, Sport- und Badeanlagen im Rahmen der Wiederaufbauplanung der Stadt Hagen. Hagen: Oberstadtdirektor. Brak numerów stron w książce (współautor Heinrich Knipping)
- 1957 – Sport- und Erholungsanlagen in Duisburg. Duisburg. Brak numerów stron w książce